# Khắc Huy Phùng
Khắc Huy Phùng (ur. 14 kwietnia 1997) – wietnamski zapaśnik walczący w stylu wolnym. Triumfator igrzysk Azji Południowo-Wschodniej w 2021; drugi w 2023. Drugi na mistrzostwach Azji Południowo-Wschodniej w 2022 roku.